# 兴县
38°27′45″N 111°07′38″E / 38.46250°N 111.12722°E
兴县是中国山西省吕梁市所辖的一个县。总面积为3167平方公里，縣人民政府駐蔚汾鎮。

## 历史
北齐即设蔚汾县，而后数易县名，到明洪武二年（公元1369年）改称兴县至今。

## 地理
柳林位于黄河东岸，地势东高西低。

## 行政区划
兴县下辖7个镇、10个乡：
蔚汾镇、魏家滩镇、瓦塘镇、康宁镇、高家村镇、罗峪口镇、蔡家会镇、交楼申乡、恶虎滩乡、东会乡、固贤乡、奥家湾乡、蔡家崖乡、贺家会乡、孟家坪乡、赵家坪乡、圪垯上乡和兴县资源环保循环经济综合开发示范基地。

## 交通
337国道、 218省道、 313省道。

## 人口
根据第七次人口普查数据显示，截止2020年，兴县常住人口18.34万人。
2010年第六次全国人口普查兴县常住人口279369人。

## 经济
2021年地区生产总值204亿元。

## 风景名胜
- 全国重点文物保护单位：晋绥边区政府及军区司令部旧址
- 山西省文物保护单位：“四八”烈士殉难处、胡家沟砖塔